# 星野源のラディカルアワー
『星野源のラディカルアワー』（ほしのげんのラディカルアワー）は、NHK-FMで2013年4月5日から同年6月28日まで放送されていた日本のラジオ番組。

## 概要
幼い頃からラジオを愛するリスナーでもある星野源による、自身初のNHKの冠番組である。自身に関連する音楽の紹介、リスナーからのメッセージで構成する。
星野が病気療養に伴い活動停止したため、2013年6月28日放送分で打ち切り。後任は宮藤官九郎が担当する新番組『宮藤官九郎の"俺のmyミュージック"』。

## 放送時間
- 隔週金曜日 22:00 - 22:45（JST）

## 関連番組
- AKB48の"私たちの物語" - 本番組と隔週交代で放送された番組。2012年度まではラジオ第1でも放送されていたが、2013年度からはFMのみの放送。